# Petite rivière à l'Ours (Témiscamingue)
Pour les articles homonymes, voir Ours (homonymie), Rivière à l'Ours et Petite rivière à l'Ours.
La Petite rivière à l’Ours est un tributaire de la rivière des Outaouais. La Petite rivière à l’Ours traverse le territoire non organisé Les Lacs-du-Témiscamingue, dans la municipalité régionale de comté (MRC) de Témiscamingue, dans la région administrative de l'Abitibi-Témiscamingue, au Québec, au Canada.
Dès la deuxième moitié du XIXe siècle, la foresterie a été l'activité économique prédominante dans le secteur. Les activités récréotouristiques s'y sont développées surtout au XXe siècle.

## Géographie
Les bassins versants voisins de la Petite rivière à l’Ours sont :
- côté nord : rivière Fildegrand ;
- côté est : rivière Fildegrand, rivière Dumoine ;
- côté sud : rivière des Outaouais ;
- côté ouest : rivière à l'Ours, lac Whitton.

Le lac de Junco (longueur : 0,6 km ; altitude : 375 m) constitue le plan d'eau de tête de la Petite rivière à l'Ours. Ce plan d'eau est situé au sud et à l'ouest de la rivière Fildegrand.
À partir de ce lac de tête, la Petite rivière à l'Ours coule en sigzaguant sur 5,8 km vers le sud-ouest notamment en traversant le lac du Loriot et des zones de marais, jusqu'à un lac sans nom qui reçoit la décharge (venant du nord-ouest) du lac Whitton (longueur : 0,8 km ; altitude : 376 m), que le courant traverse sur 280 m vers le sud-ouest.
De là, la Petite rivière à l'Ours coule sur 3,5 km vers le sud dans la zec Dumoine jusqu'à la rive nord du Petit lac à l'Ours (longueur : 1,7 km ; altitude : 271 m) lequel reçoit la décharge (venant du nord-ouest) du lac Parogee (longueur : 0,6 km). Puis 4,7 km vers le sud-est dans une petite vallée. La rivière se déverse au fond d'une baie (longue de 275 m) sur la rive est de la rivière des Outaouais, dans le lac Holden, face à Grants Creek (Ontario et de Pichette Bay (Ontario).
L'embouchure de la Petite rivière à l'Ours est situé à 3,7 km en aval de l'embouchure de la rivière à l'Ours et 4,8 km en amont de l'embouchure de la rivière Dumoine.

## Toponymie
Les animaux sont utilisés fréquemment en toponymie canadienne française. L'ours est un animal respecté pour son caractère et sa force. Sa viande est comestible. Ses os (après les avoir taillés ou aiguisés) peuvent servir à la fabrication d'outils (ex. : gratoir) ou d'armes. Sa peau peut servir notamment de vêtements, de sacs, de couverture, de tapis ou d'abri. L'ours est l'objet de plusieurs légendes, généralement d'origine autochtone.
Le toponyme Petite rivière à l'Ours est associé au cours d'eau voisin (côté ouest) qui est désigné rivière à l'Ours.
Le toponyme Petite rivière à l’Ours a été officialisé le 5 décembre 1968 à la Commission de toponymie du Québec.